# Oriente Atlético Clube
Oriente Atlético Clube é uma agremiação esportiva da cidade do Rio de Janeiro, fundada a 13 de junho de 1927, em Santa Cruz.

## História
A escolha da denominação do clube partiu da ideia de que o sol surge no nascente ou no oriente. Já a ideia da camisa vermelha ou encarnada foi inspirada em um famoso matadouro existente na região que tinha ampla importância para as famílias residentes, haja vista que pelo menos um membro trabalhava no local. Como os funcionários entravam pela manhã vestidos de branco e no final do expediente saíam com a cor do sangue do gado, foi decidido que o time vestiria o branco e o vermelho.
As primeiras reuniões aconteceram nas casas dos fundadores e de algumas pessoas que ofereciam suas residências. O terreno para a construção do campo foi cedido, ainda uma vez mais, por Antônio da Costa. O local é o mesmo onde, ainda hoje está situado: Rua Nestor, 1107 a 1127.
Estreou em 1929 no campeonato carioca da LMDT - (Liga Metropolitana de Desportos Terrestres). Os participantes da série Emmanuel Coelho Netto foram o vencedor da série Sport Club América (de Lins de Vasconcelos), Sport Club Anchieta (de Anchieta), Sport Club Boa Vista (do Alto da Boa Vista), Brasil Suburbano Football Club (da Piedade), Club Athletico Central (do Rocha), Athletico Club Cordovil (de Cordovil), Oriente Athletico Club (de Santa Cruz), Pereira Passos Football Club (da Saúde-Centro) e Grêmio Sportivo Santa Cruz (de Santa Cruz). 
Já a Série Emmanuel Augusto Nery contou com América Suburbano Football Club (de Bento Ribeiro), Americano Football Club (do bairro Riachuelo), Campo Grande Athletico Club (de Campo Grande), Esperança Football Club (de Bangu), Fidalgo Football Club (de Madureira), Fundição Nacional Athletico Club (de São Cristóvão), Magno Football Club (de Madureira), Mavílis Futebol Clube (do Caju), vencedor da Série, e Metropolitano Athletico Club (do Méier). 
O Sport Club América bateu o Mavílis por 3 a 2 e ficou com o título de campeão carioca
Já em 1930, o Oriente continuou na disputa do campeonato carioca pela mesma liga. Os participantes da Série Emmanuel Coelho Netto foram Sport Club Anchieta (de Anchieta), Brasil Suburbano Football Club (da Piedade), Athletico Club Cordovil (de Cordovil), Esperança Football Club (de Santa Cruz), Associação Sportiva Ferroviária (do Riachuelo), Guanabara Athletico Club (da Lapa-Centro), Irajá Atlético Clube (de Irajá), Oriente Athletico Club (de Santa Cruz) e Grêmio Sportivo Santa Cruz (de Santa Cruz), vencedor da Série.
Já na Série Emmanuel Augusto Nery disputaram Sport Club América (do Lins de Vasconcelos), vencedor da Série, América Suburbano Football Club (de Bento Ribeiro), Sport Club Boa Vista (do Alto da Boa Vista), Club Athletico Central (de Benfica-Engenho Novo), Fidalgo Football Club (de Madureira), Jornal do Commercio Football Club (do Centro-Santo Cristo-Gamboa), Magno Football Club (de Madureira), Mavílis Futebol Clube (do Caju) e Metropolitano Athletico Club (do Méier).
Na final, o GS Santa Cruz venceu por 2 a 0 o SC América e ficou com o título de campeão carioca de 1930.
Em 1931, o Oriente venceu o campeonato carioca da LMDT - (Liga Metropolitana de Desportos Terrestres). Os participantes foram Sport Club Boa Vista (do Alto da Boa Vista), Sport Club Campinho (de Campinho), Jornal do Commercio Football Club (do Centro-Santo Cristo-Gamboa), Deodoro Athletico Club (de Deodoro), Esperança Football Club (de Santa Cruz), Fidalgo Football Club (de Madureira), Magno Football Club (de Madureira), Grêmio Sportivo Santa Cruz (de Santa Cruz), Sport Club São José (de Magalhães Bastos) e Sudan Athletico Club (de Cascadura).
No ano seguinte a liga realizou o seu último campeonato como liga autônoma. O campeão foi o Sport Club Boavista. Os outros partícipes foram Sport Club Campinho (de Campinho), Curva do Mattoso Football Club (*) (de Campo Grande), Deodoro Athletico Club (de Deodoro), Esperança Football Club (de Santa Cruz), Magno Football Club (de Madureira), Oriente Atlético Clube (de Santa Cruz), Rio-São Paulo Football Club (de Madureira), Grêmio Sportivo Santa Cruz (de Santa Cruz), Sport Club São José (de Magalhães Bastos), Sudan Athletico Club (de Quintino Bocaiúva), Triângulo Azul Football Club (do Centro) e Vasquinho Football Club (do Engenho de Dentro). 
- Em homenagem ao povo de Campo Grande, a cuja localidade pertence, o Curva do Mattoso FC mudou a sua denominação para Club Sportivo Campo Grande.

Em 1933, a LMDT passou a ser uma subliga da Liga Carioca de Foot Ball até ser extinta em 1935. O Oriente disputou seu último campeonato nessa liga na série João Evangelista Belfort Duarte juntamente com SC Albano (de Jacarepaguá), SC Campinho (de Campinho), CS Campo Grande (de Campo Grande), vencedor da Série, Deodoro AC (de Deodoro), Esperança FC (de Santa Cruz), SC Parames (de Jacarepaguá), GS Santa Cruz (de Santa Cruz) e SC São José (de Magalhães Bastos).
A série Emmanuel Augusto Nery contou com SC Boa Vista (do Alto da Boa Vista), Fundição Nacional AC (de São Cristóvão), Jequiá FC (da Ilha do Governador) (*), Jornal do Commercio FC (do Centro-Santo Cristo-Gamboa),  Mauá FC (da Saúde-Centro), Silva Manoel AC (do Centro), Sparta FC (do Lins de Vasconcelos), Sporting Club do Brasil (do Centro), Triângulo Azul FC (do Centro) e Viação Excelsior FC (de São Cristóvão), vencedor da Série.
(*) O Jequiá FC abandonou a LMDT para ingressar na Subliga Carioca de Futebol.
Já a série Emmanuel Coelho Netto teve os seguintes partícipes Belisário Penna FC (de Vigário Geral), SC Enigma (de Pilares), SC Ideal (de Parada de Lucas), Irajá AC (de Irajá), Ramos FC (de Ramos, da Rua Dr. Noguchi, fundado em 25-03-1932, cores: azul e branco), Sudan AC (de Quintino Bocaiúva), vencedor da Série, Vasquinho FC (do Engenho de Dentro) e Vicente de Carvalho FC (de Vicente de Carvalho). 
Pelas finais do torneio a Viação Excelsior venceu por 6 a 0 o Sudan, que bateu por 3 a 1 o CS Campo Grande. Já a Viação Excelsior bateu por 4 a 2 o CS Campo Grande e ficou com o título de campeão carioca do primeiro e do segundo quadro.
O Oriente participou da Federação Atlética Suburbana de Futebol, se filiando a esta em 1942. No mesmo ano foi vice-campeão da Série Benedito Sarmento ao perder a decisão para o Atlético Clube Nacional. 
Com o fim da Federação Atlética Suburbana, foi integrado à terceira categoria da Federação Metropolitana de Futebol. Em 1944, foi campeão juvenil ao bater a Associação Atlética Nova América por 5 a 2, na decisão do último jogo de uma melhor de três.
Conseguiu ao longo de sua existência grandes feitos e juntamente com o Manufatura Nacional de Porcelana, foi o maior conquistador de títulos do Departamento Autônomo da Federação de Futebol.
Das diversas equipes que fizeram parte da rica trajetória do clube, merecem destaque pelas campanhas e pelo título de Supercampeão do Departamento Autônomo da Federação Metropolitana de Futebol do Rio de Janeiro.
O retrospecto de 1957 merece destaque. Ao final de uma longa disputa, Oriente e Campo Grande Atlético Clube se habilitaram em primeiro lugar em suas respectivas chaves. Eram duas equipes formadas por grandes jogadores. Três partidas foram marcadas para o Campo do Bangu. A primeira terminou em 1 a 1, a segunda 2 a 2, e a terceira e decisiva foi vencida pelo Oriente por 2 a 1, com dois gols do meio campista  Athanázio. A equipe campeã teve a seguinte formação. Daniel, Gambá e Louro; Célio, Athanázio e Inho; Tião de Ambrósio, Lalinho, Wilson Babá, Dito Anu e Deco.

## Rivalidade
Durante seus anos no Departamento Autônomo, o clube possuía rivalidade com o Esporte Clube Guanabara, sendo o confronto chamado de "Fla-Flu de Santa Cruz".

## Títulos

### Campeonato carioca
- 1931 - Campeão Carioca (LMDT - Liga Metropolitana de Desportos Terrestres) (*)
- 1944 - Campeão da categoria juvenil da terceira categoria da Federação Metropolitana de Futebol;

(*) A Liga Metropolitana de Desportos Terrestres (LMDT) continuou organizando campeonatos Estaduais até 1932. Embora esses campeonatos sejam formalmente campeonatos estaduais, a atual Federação de Futebol do Estado do Rio de Janeiro não os lista na cronologia oficial do Campeonato Carioca.

### Federação Atlética Suburbana
- 1942 - Vice-campeão da Série Benedito Sarmento (primeiros quadros);

### Departamento Autônomo
- 1950 - Série Rural - Adultos: Vice-campeão;
- 1951 - Série Rural - Adultos: Campeão;
- 1951 - Supercampeão - Adultos: Campeão;
- 1951 - Taça Eficiência - Campeão;
- 1952 - Série Rural - Adultos: Campeão;
- 1952 - Supercampeão - Adultos: Campeão;
- 1952 - Série Rural - Juvenil: Campeão;
- 1952 - Taça Eficiência - Campeão;
- 1953 - Série Francisco Guerra - Aspirantes: Campeão;
- 1954 - Série Mário Graça - Aspirantes: Vice-campeão;
- 1955 - Série Benedito Serra - Adultos: Vice-campeão;
- 1955 - Série Benedito Serra - Aspirantes - Campeão;
- 1955 - Supercampeão - Adultos: Vice-campeão;
- 1957 - Série Floripes Monção - Adultos: Vice-campeão;
- 1957 - Série Floripes Monção - Aspirantes: Vice-campeão;
- 1957 - Supercampeão - Adultos: Campeão;
- 1958 - Série Rural - Adultos: Vice-campeão;
- 1958 - Série Rural - Aspirantes: Vice-campeão;
- 1958 - Supercampeão - Adultos: Campeão;
- 1959 - Série Romeu Dias Pino - Aspirantes: Campeão;
- 1959 - Supercampeão - Aspirantes: Vice-campeão;
- 1960 - Série Modesto R. Farias - Adultos: Vice-campeão;
- 1960 - Série Modesto R. Farias - Aspirantes: Vice-campeão;
- 1960 - Supercampeão - Aspirantes: Vice-campeão;
- 1961 - Série Aristides Ferreira - Aspirantes: Campeão;
- 1961 - Supercampeão - Aspirantes: Campeão;
- 1962 - Série Adriano da Costa - Aspirantes: Vice-campeão;
- 1963 - Série Altamiro Bastos - Adultos: Campeão;
- 1963 - Campeão do Torneio Início;
- 1964 - Série Henrique Campos - Adultos - Vice-campeão;
- 1964 - Série Henrique Campos - Aspirantes - Campeão;
- 1964 - Campeão do Torneio Início;
- 1965 - Série Agostinho de Freitas - Adultos: Vice-campeão;
- 1965 - Série Agostinho de Freitas - Aspirantes: Campeão;
- 1966 - Série Izolina Sofia - Adultos: Campeão;
- 1967 - Série IV Centenário de Santa Cruz - Aspirantes: Campeão;
- 1967 - Supercampeão - Aspirantes: Vice-campeão;
- 1968 - Série Gladistone José de Almeida - Adultos: Campeão;
- 1969 - Série ACEG - Adultos: Vice-campeão;
- 1969 - Série ACEG - Juvenil: Campeão;
- 1975 - Taça Francisco Xavier Imóveis - Adultos: Campeão;
- 1976 - Série Júlio Cesário de Mello - Adultos: Campeão;
- 1976 - Taça Guanabara - Adultos: Campeão;
- 1976 - Fase final do DA - Adultos: Vice-campeão;
- 1977 - Fase final do DA - Juvenil: Vice-campeão;
- 1977 - Campeão do Torneio Início;
- 1978 - Série "B" - Adultos: Vice-campeão;
- 1979 - Adultos - Campeão;
- 1979 - Campeão da Taça Cidade do Rio de Janeiro;
- 1979 - Campeão do returno do Campeonato de Adultos;
- 1980 - Vencedor do returno do Campeonato de Adultos;
- 1981 - Adultos - Campeão do primeiro turno;
- 1981 - Campeão de Adultos;
- 1981 - Campeão da Taça Cidade do Rio de Janeiro;
- 1981 - Campeão da fase final do DA - Adultos;
- 1982 - Campeão da Taça Cidade do Rio de Janeiro;
- 1982 - Vencedor da fase final de Juniores;
- 1982 - Vencedor da Série "A" - Adultos;
- 1982 - Vice-campeão de Adultos;
- 1982 - Campeão da Taça Cidade do Rio de Janeiro;
- 1983 - Vencedor do segundo turno - Adultos;
- 1983 - Campeão de Adultos;
- 1982 - Campeão do Troféu Napoleão Velloso (vitória por 6 a 1 no Unidos do Jacaré FC);

## Fonte
- VIANA, Eduardo. Implantação do futebol Profissional no Estado do Rio de Janeiro. Rio de Janeiro: Editora Cátedra, s/d.